# Oregon (condado de Dane, Wisconsin)
Oregon es un pueblo ubicado en el condado de Dane en el estado estadounidense de Wisconsin. En el Censo de 2010 tenía una población de 3.184 habitantes y una densidad poblacional de 39,73 personas por km².

## Geografía
Oregon se encuentra ubicado en las coordenadas 42°54′9″N 89°25′26″O / 42.90250, -89.42389. Según la Oficina del Censo de los Estados Unidos, Oregon tiene una superficie total de 80.14 km², de la cual 79.78 km² corresponden a tierra firme y (0.45%) 0.36 km² es agua.

## Demografía
Según el censo de 2010, había 3.184 personas residiendo en Oregon. La densidad de población era de 39,73 hab./km². De los 3.184 habitantes, Oregon estaba compuesto por el 97.77% blancos, el 0.38% eran afroamericanos, el 0.19% eran amerindios, el 0.38% eran asiáticos, el 0.09% eran isleños del Pacífico, el 0.19% eran de otras razas y el 1.01% pertenecían a dos o más razas. Del total de la población el 1.51% eran hispanos o latinos de cualquier raza.